# Antwon Tanner
Antwon Tanner (* 14. April 1975 in Chicago, Illinois, USA) ist ein US-amerikanischer Film- und Fernsehschauspieler.
Bekannt wurde Tanner als Antwon „Skills“ Taylor in der Fernsehserie One Tree Hill. Dort wird er als talentierter Basketball-Spieler und einer der besten Freunde von Lucas Scott (Chad Michael Murray) porträtiert. Während er in der ersten und zweiten Staffel nur selten, meist als Ratgeber Lucas’, zu sehen ist, tritt er in der dritten Staffel häufiger auf, als er beginnt mit Bevin Mirskey, Cheerleader und Freundin von Brooke Davis, auszugehen. Von Staffel vier bis zur 13. Folge der siebten Staffel zählte er zu den Hauptcharakteren der Sendung. Zum Ende der siebten Staffel kehrte er noch für fünf Auftritte als Gaststar zurück. In der achten und neunten Staffel übernahm er weiterhin nur eine Gastrolle.

## Filmografie (Auswahl)
- 1996: Sunset Park
- 1996–1997: Moesha (Fernsehserie, 2 Folgen)
- 1997: 187 – Eine tödliche Zahl (One Eight Seven)
- 1998: Sister, Sister (Fernsehserie, 2 Folgen)
- 2000–2001: Boston Public (Fernsehserie, 6 Folgen)
- 2001: Die Parkers (The Parkers, Fernsehserie, 2 Folgen)
- 2003–2012: One Tree Hill (Fernsehserie)
- 2004: Never Die Alone
- 2005: Brothers in Arms
- 2005: Coach Carter
- 2007: 7eventy 5ive
- 2012: One Blood
- 2014: Black Jesus (Fernsehserie, 10 Folgen)